# La bata rosa (1916)
La bata rosa es una obra de Joaquín Sorolla y Bastida pintada al óleo sobre lienzo con unas dimensiones de 208 x 126,50 cm. Está datado, según firma, en el año 1916 y actualmente se conserva en el Museo Sorolla de Madrid. La obra también es conocida como "Saliendo del baño" o "Después del baño".

## Historia
Las batas rosas eran frecuentes en las playas valencianas de finales del siglo XIX y principios del XX. Era costumbre que los hijos de obreros y pescadores se bañaran desnudos hasta los cuatro o cinco años edad en la que, aunque los niños seguían bañándose desnudos hasta la adolescencia, las niñas lo hacían vistiendo una bata rosa o blanca.
Sorolla pintó varios lienzos con esta misma temática pero quizás sea en este trabajo de 1916, una de sus obras maestras, donde el artista alcanza su mayor madurez afianzándose plenamente como el "pintor de la luz".

## Descripción y características
El gran tamaño del lienzo (más de 2 metros de alto por casi 1,30 de ancho) sugiere que Sorolla estaba influenciado por el encargo de la Hispanic Society de Nueva York, en el que llevaba trabajando desde 1912 realizando grandes murales.
La escena refleja una escena cotidiana dentro de una caseta cerca de la orilla de la playa. Una mujer mayor ayuda a otra más joven a quitarse su bata de baño aún mojada. Las siluetas de las mujeres recortadas a contraluz, los pliegues de sus ropas que recuerdan los "paños mojados" de las esculturas griegas y los cuerpos de rotundas formas en una pose que trae a la memoria las figuras de las Tres Gracias, confieren al trabajo la dignidad de una obra de la Grecia Clásica.
La luz que todo lo inunda entra del exterior entre el cañizo, por las aberturas del techo, se filtra entre las telas, se refleja en las túnicas blancas e ilumina el cobertizo y a las mujeres en todas sus modalidades. Contraluz, luz reflejada, directa, filtrada, natural, todas las variantes de la luz son plasmadas por Sorolla en este lienzo a base de brochazos rápidos, certeros y fugaces que parecen querer retener la efímera luminosidad del momento.